# 2018–2019-es olasz labdarúgókupa
Az olasz kupa 72. kiírása. A döntőt a Stadio Olimpicóban rendezték meg 2019. május 15-én.

## Csapatok

### Serie A
- Atalanta
- Bologna
- Cagliari
- Chievo
- Empoli
- Fiorentina
- Frosinone
- Genoa
- Internazionale
- Juventus
- Lazio
- Milan
- Napoli
- Parma
- Roma
- Sampdoria
- Sassuolo
- SPAL
- Torino
- Udinese

### Serie B
- Ascoli
- Benevento
- Brescia
- Carpi
- Cittadella
- Cosenza
- Cremonese
- Crotone
- Foggia
- Hellas Verona
- Lecce
- Livorno
- Padova
- Palermo
- Perugia
- Pescara
- Salernitana
- Spezia
- Venezia

### Serie C
- AlbinoLeffe
- Alessandria
- Carrarese
- Casertana
- Catania
- FeralpiSalò
- Giana Erminio
- Juve Stabia
- Monopoli
- Monza
- Novara
- Piacenza
- Pisa
- Pistoiese
- Pontedera
- Pordenone
- Pro Vercelli
- Renate
- Rende
- Sambenedettese
- Sicula Leonzio
- Siena
- Südtirol
- Ternana
- Trapani
- Triestina
- Vicenza Virtus
- Virtus Entella
- Virtus Francavilla
- Viterbese

### Serie D
- Albalonga
- Campodarsego
- Chieri
- Como
- Imolese
- Matelica
- Picerno
- Rezzato
- Unione Sanremo

## Eredmények

### Első forduló
| 1. csapat      | Eredmény  | 2. csapat          |
| -------------- | --------- | ------------------ |
| Casertana      | 2–0       | Picerno            |
| Viterbese      | 1–0       | Rende              |
| Sambenedettese | 1–0       | Unione Sanremo     |
| Ternana        | 1–1 (4-2) | Pontedera          |
| Catania        | 3–0       | Como               |
| Juve Stabia    | 1–0       | Pistoiese          |
| Pisa           | 2–2 (5-3) | Triestina          |
| Monopoli       | 1–1 (5-3) | Piacenza           |
| Carrarese      | 0–1       | Imolese            |
| Trapani        | 1–0       | Campodarsego       |
| Südtirol       | 2–1       | Albalonga          |
| FeralpiSalò    | 2–0       | Virtus Francavilla |
| Siena          | 2–0       | Sicula Leonzio     |
| Renate         | 0–2       | Rezzato            |
| Monza          | 1–0       | Matelica           |
| Alessandria    | 0–1       | Giana Erminio      |
| AlbinoLeffe    | 0–1       | Pordenone          |
| Vicenza        | 2–1       | Chieri             |

### Második forduló
| 1. csapat      | Eredmény  | 2. csapat      |
| -------------- | --------- | -------------- |
| Ascoli         | 0–4       | Viterbese      |
| Carpi          | 0–2       | Ternana        |
| Spezia         | 2–1       | Sambenedettese |
| Trapani        | 1–2       | Cosenza        |
| Benevento      | 3–1       | Imolese        |
| Cittadella     | 1–0       | Monopoli       |
| Venezia        | 0–1       | Südtirol       |
| Brescia        | 1–1 (4-1) | Pro Vercelli   |
| Cremonese      | 3–3 (2-4) | Pisa           |
| Livorno        | 1–1 (7-6) | Casertana      |
| Padova         | 1–0       | Monza          |
| Palermo (2)    | 2–2 (6-5) | Vicenza (3)    |
| Perugia        | 1–3       | Novara         |
| Pescara        | 2–2 (4-3) | Pordenone      |
| Hellas Verona  | 4–1       | Juve Stabia    |
| Virtus Entella | 3–0       | Siena          |
| Crotone        | 4–0       | Giana Erminio  |
| Foggia         | 1–3       | Catania        |
| Salernitana    | 6–1       | Rezzato        |
| Lecce          | 1–0       | FeralpiSalò    |

### Harmadik forduló
| 1. csapat | Eredmény  | 2. csapat     |
| --------- | --------- | ------------- |
| Udinese   | 1–2       | Benevento     |
| Genoa     | 4–0       | Lecce         |
| Chievo    | 1–0       | Pescara       |
| Spezia    | 0–1       | SPAL          |
| Cantania  | 2–0       | Hellas Verona |
| Entella   | 2–0       | Salernitana   |
| Brescia   | 2(4)–2(5) | Novara        |
| Parma     | 0–1       | Pisa          |
| Empoli    | 0–3       | Cittadella    |
| Livorno   | 0–1       | Crotone       |
| Sampdoria | 1–0       | Viterbese     |
| Cagliari  | 2–1       | Palermo       |
| Frosinone | 0–2       | Südtirol      |
| Sassuolo  | 5–1       | Ternana       |
| Torino    | 4–0       | Cosenza       |
| Bologna   | 2–0       | Padova        |

### Negyedik forduló
| 1. csapat | Eredmény  | 2. csapat  |
| --------- | --------- | ---------- |
| Benevento | 1–0       | Cittadella |
| Bologna   | 3–0       | Crotone    |
| Sampdoria | 2–1       | SPAL       |
| Novara    | 3–2       | Pisa       |
| Sassuolo  | 2–1       | Cantania   |
| Chievo    | 1–2       | Cagliari   |
| Genoa     | 3(6)–3(7) | Entella    |
| Torino    | 2–0       | Südtirol   |

### Nyolcaddöntő
| 1. csapat      | Eredmény | 2. csapat  |
| -------------- | -------- | ---------- |
| Lazio          | 4–1      | Novara     |
| Sampdoria      | 0–2      | Milan      |
| Juventus       | 2–0      | Bologna    |
| Torino         | 0–2      | Fiorentina |
| Internazionale | 6–2      | Benevento  |
| Napoli         | 2–0      | Sassuolo   |
| Cagliari       | 0–2      | Atalanta   |
| Roma           | 4–0      | Entella    |

### Negyeddöntő
| 1. csapat      | Eredmény  | 2. csapat |
| -------------- | --------- | --------- |
| Milan          | 2–0       | Napoli    |
| Fiorentina     | 7–1       | Roma      |
| Atalanta       | 3–0       | Juventus  |
| Internazionale | 1(3)–1(4) | Lazio     |

### Elődöntő
| 1. csapat  | Eredmény | 2. csapat |
| ---------- | -------- | --------- |
| Lazio      | 1-0      | Milan     |
| Fiorentina | 4–5      | Atalanta  |

### Döntő
| 1. csapat | Eredmény | 2. csapat |
| --------- | -------- | --------- |
| Atalanta  | 0–2      | Lazio     |

## Statisztika

### Gólszerzők
| Helyezés | Játékos          | Klub       | Gólok |
| -------- | ---------------- | ---------- | ----- |
| 1        | Krzysztof Piątek | Milan      | 8     |
| 2        | Federico Chiesa  | Fiorentina | 6     |
| 3        | Ciro Immobile    | Lazio      | 3     |
| 3        | Duván Zapata     | Atalanta   | 3     |
| 3        | Mattia Rossetti  | Catania    | 3     |